# Thankful (Kelly Clarkson)
Thankful è l'album di debutto della cantante pop statunitense Kelly Clarkson, pubblicato dall'etichetta discografica RCA.
Dall'album sono stati estratti diversi singoli: le doppia a-side A Moment like This/Before Your Love, Miss Independent, Low e The Trouble with Love Is. Contiene una cover della canzone Some Kind of Miracle e Diane Warren.

## Tracce
CD (RCA 82876 53506 2 (BMG) / EAN 0828765350624)
1. The Trouble with Love Is – 3:42 (Evan Rogers, Carl Sturken, Kelly Clarkson)
2. Miss Independent – 3:35 (Rhett Lawrence, Christina Aguilera, Matt Morris, Kelly Clarkson)
3. Low – 3:29 (Jimmy Harry)
4. Some Kind of Miracle – 3:38 (Diane Warren)
5. What's Up Lonely – 4:09 (Evan Rogers, Carl Sturken, Stephanie Saraco)
6. Just Missed the Train – 4:11 (Danielle Brisebois, Scott Cutler)
7. Beautiful Disaster – 4:10 (Matthew Wilder, Rebekah Jordan)
8. You Thought Wrong (feat. Tamyra Gray) – 3:50 (Harvey Mason jr., Kelly Clarkson, Damon Thomas, Tamyra Gray, Kenneth Edmonds)
9. Thankful – 3:00 (Harvey Mason jr., Kelly Clarkson, Damon Thomas, Kenneth Edmonds)
10. Anytime – 4:05 (Sam Watters, Louis Biancaniello)
11. A Moment like This (New Mix) – 3:48 (Jörgen Elofsson, John Reid)
12. Before Your Love (New Mix) – 3:59 (Desmond Child, Cathy Dennis)

Bonus track per il Giappone
1. (You Make Me Feel Like) A Natural Woman – 2:36 (Carole King, Gerald Wexler, Gerry Goffin)

## Classifiche
| Classifica (2003) | Posizione raggiunta |
| ----------------- | ------------------- |
| Stati Uniti       | 1                   |
| Norvegia          | 12                  |
| Australia         | 33                  |
| Regno Unito       | 41                  |
| Irlanda           | 46                  |
| Paesi Bassi       | 83                  |